# Mesquita Aljama d'Herat
La mesquita aljama d'Herat (paixtu: د هرات لوی جومات; dari: مسجد جامع هرات, Masjid-i Jāmi'-i Herāt), també coneguda com a mesquita del Divendres d'Herat o gran mesquita d'Herat, és una mesquita aljama que es troba a la ciutat d'Herat, a la província homònima del nord-oest de l'Afganistan. Va ser construïda pel famós soldà gúrida Ghayas-ud-Din Ghori, que en va construir els fonaments l'any 1200, i més tard fou ampliada pels governants que van governar Herat: els timúrides, els safàvides, els mogols i els uzbeks, tots els quals recolzaren la mesquita. Tot i que s'hi han seguit fent modificacions i restauracions en períodes posteriors, la mesquita va adquirir la forma actual durant els darrers anys del segle xv.
A part de moltes petites mesquites de barris per a oracions diàries, la major part de les comunitats del món islàmic tenen una gran mesquita, una mesquita aljama per als divendres, en què es fa un sermó. La mesquita del divendres no ha estat pas sempre la mesquita més gran d'Herat; al nord de la ciutat hi havia un conjunt molt més gran, la mesquita i madrassa de Gawhar Shad, també construïda pels timúrides. Desgraciadament, aquests monuments van ser dinamitats per l'Exèrcit Britànic de l'Índia el 1885, per a evitar el seu ús com a fortalesa si l'exèrcit rus intentàs envair l'Afganistan.

## Història
La Mesquita del Divendres d'Herat, la primera mesquita aljama de la ciutat, es va construir en el lloc de dos temples de foc zoroastrians més petits que havien estat destruïts per un terratrèmol i incendi. El governant gúrida Ghiyas al-Din Ghori hi començà a construir una mesquita l'any 1200, i després de la seua mort, el seu germà i successor Muizz al-Din Muhàmmad la conclogué. Això ho confirma una inscripció al portal gúrida de l'est descobert el 1964 durant una restauració, i l'historiador del segle xvi Khwandamir en la seua obra Khulasat al-Akhbar.

### Timúrides
El 1221, Genguis Kan conquistà la província, i juntament amb gran part d'Herat, el petit edifici va caure en ruïnes. Al 1245, sota Shams al-Din Kurt se'n començar a reconstruir, i en concret la mesquita no va començar fins al 1306. Un devastador terratrèmol el 1364, però, va destruir quasi totalment l'edifici, tot i que es van fer alguns intents de reconstruir-lo. Després del 1397, els governants timúrides van redirigir el creixement d'Herat cap al nord de la ciutat. Aquesta suburbanització i la construcció d'una nova mesquita aljama en la musal·la de Gawhar Shad foren el final del patrocini de la Masjid-i Jami per la monarquia. La petita mesquita en ruïnes fou substituïda per un edifici nou amb jardins al voltant, que el va completar Jalal al-Din Firuzshah, un dels emirs més destacats, sota Xah Rukh (1405–1444). Es va trigar cinc anys a acabar-ne només les decoracions, pel fet que l'emir hi duia treballadors de tot l'imperi. La mesquita va rebre una darrera renovació sota l'Imperi mogol, quan el príncep Khurram (Xa Jahan) s'estava barallant pel control de l'àrea amb les tribus uzbekes.

### Segles XIX i XX
Poc de la mesquita medieval es conserva a hores d'ara, després que les guerres angloafganeses la destruïssen en gran part. Un projecte del 1945 va reconstruir-ne parets i cambres, va ampliar la part nord-est i va substituir materials cars dels imperis medievals timúrida i mogol amb materials barats locals. En conjunt, les reconstruccions i restauracions de la mesquita li han deixat poc d'original. Se'n conserva, però, el portal gúrida amb inscripcions, al sud de l'entrada principal de la mesquita.
El 2012, uns cinquanta comerciants afganesos es comprometeren a renovar-la.

## Descripció
La mesquita té un iwan rectangular tradicional, amb tres parets i un gran pati al bell mig. Encara es conserva part de la decoració originària a la part central, però la majoria ha estat substituïda.

## Galeria d'imatges

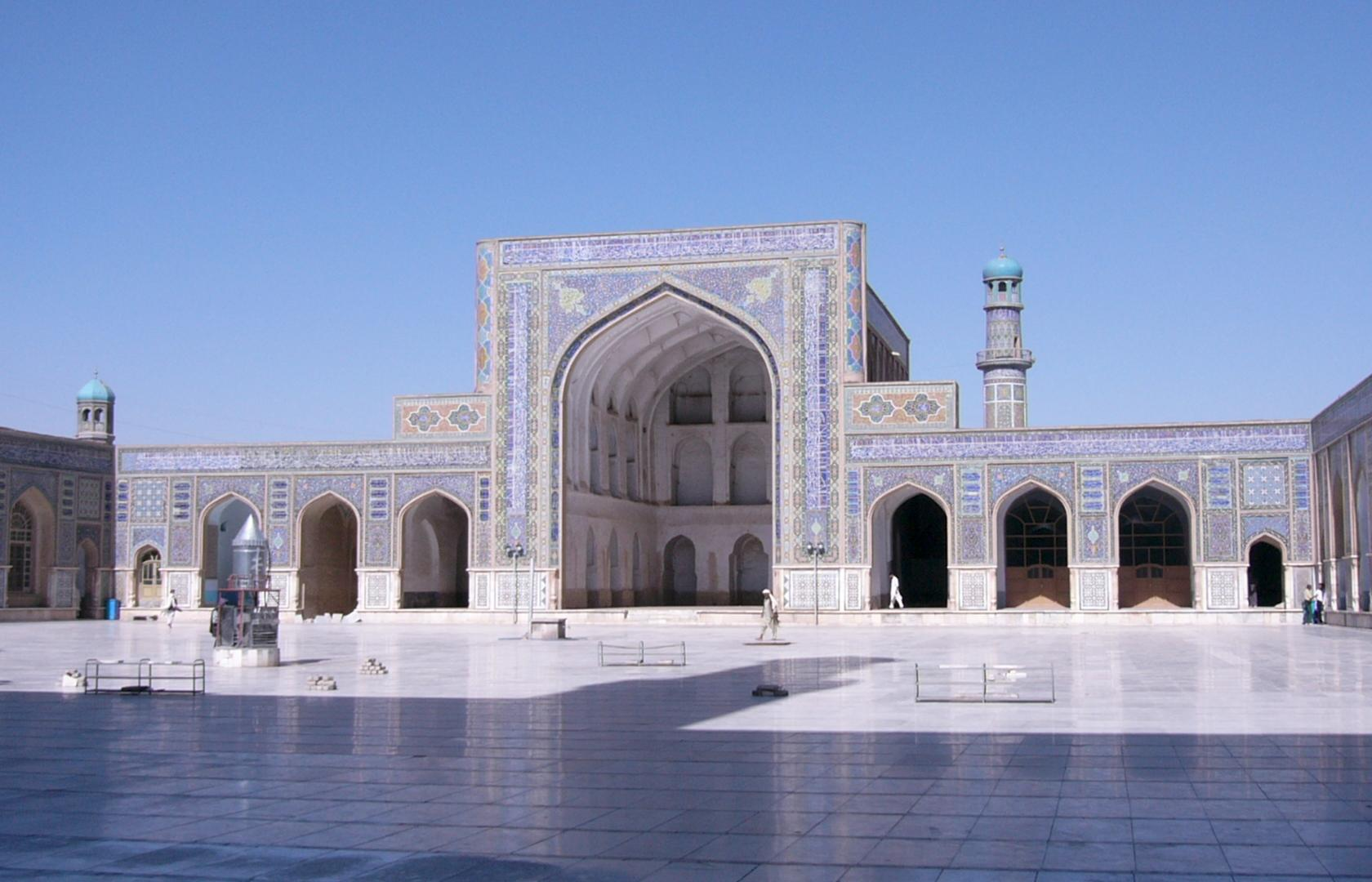
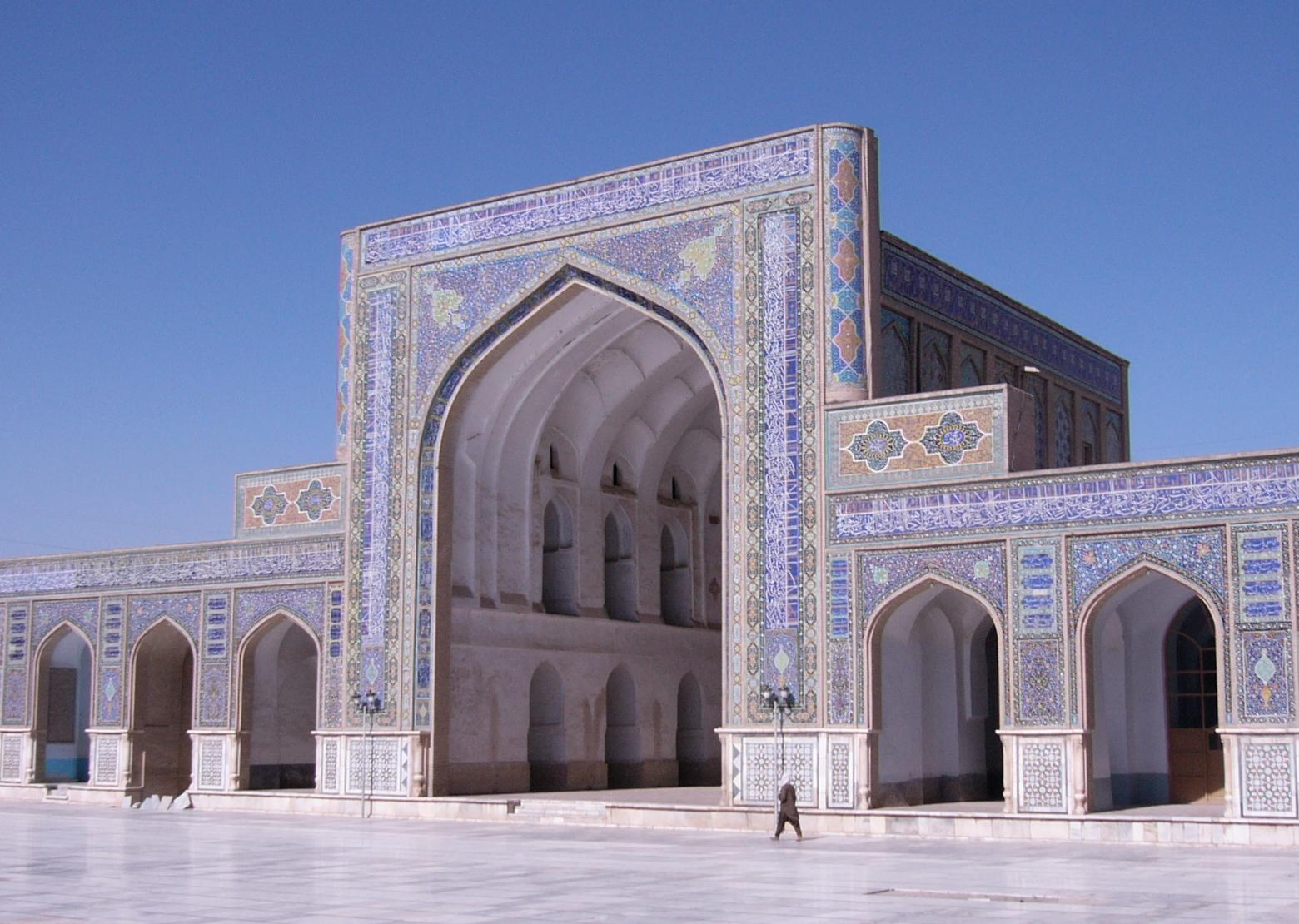
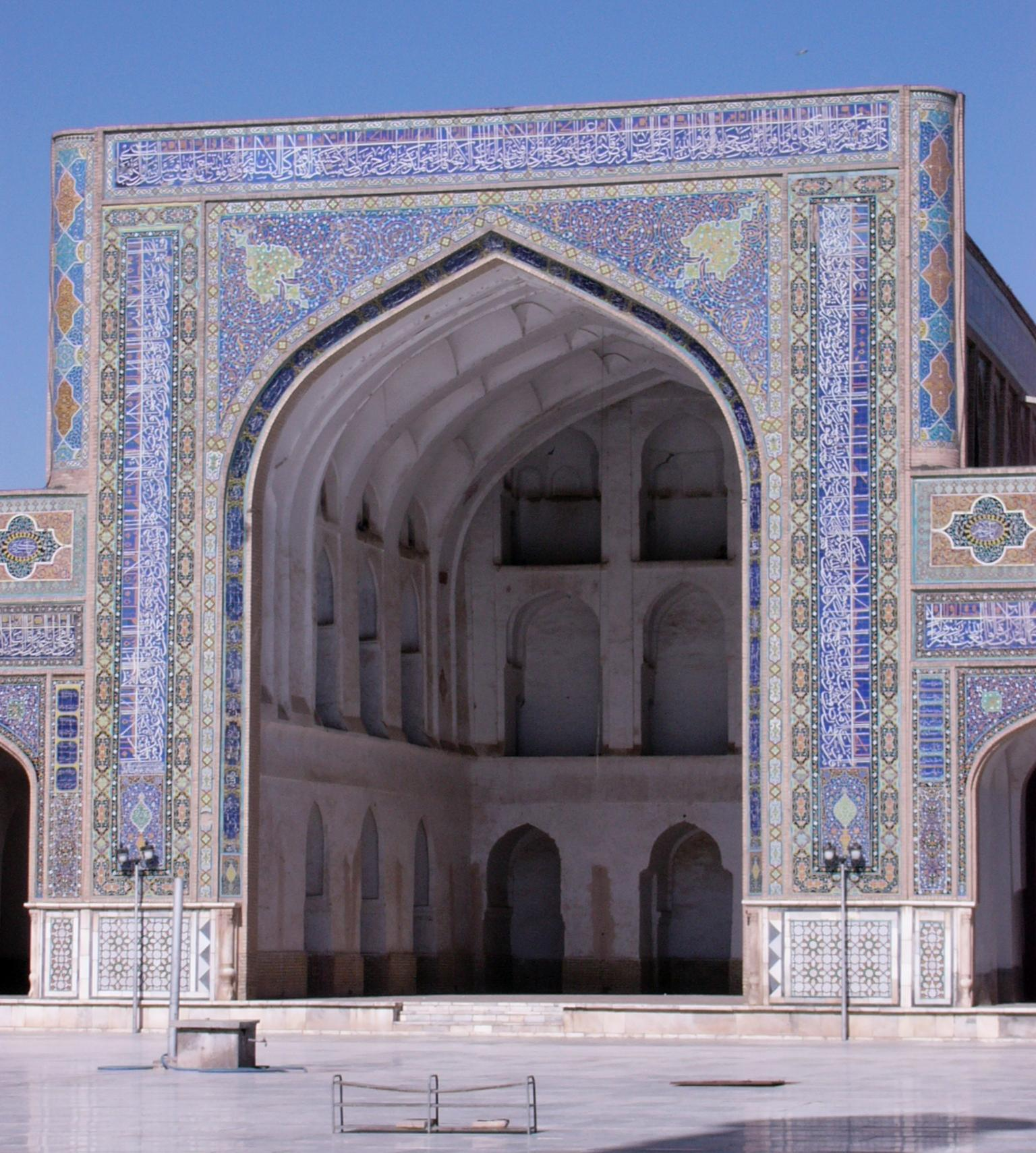
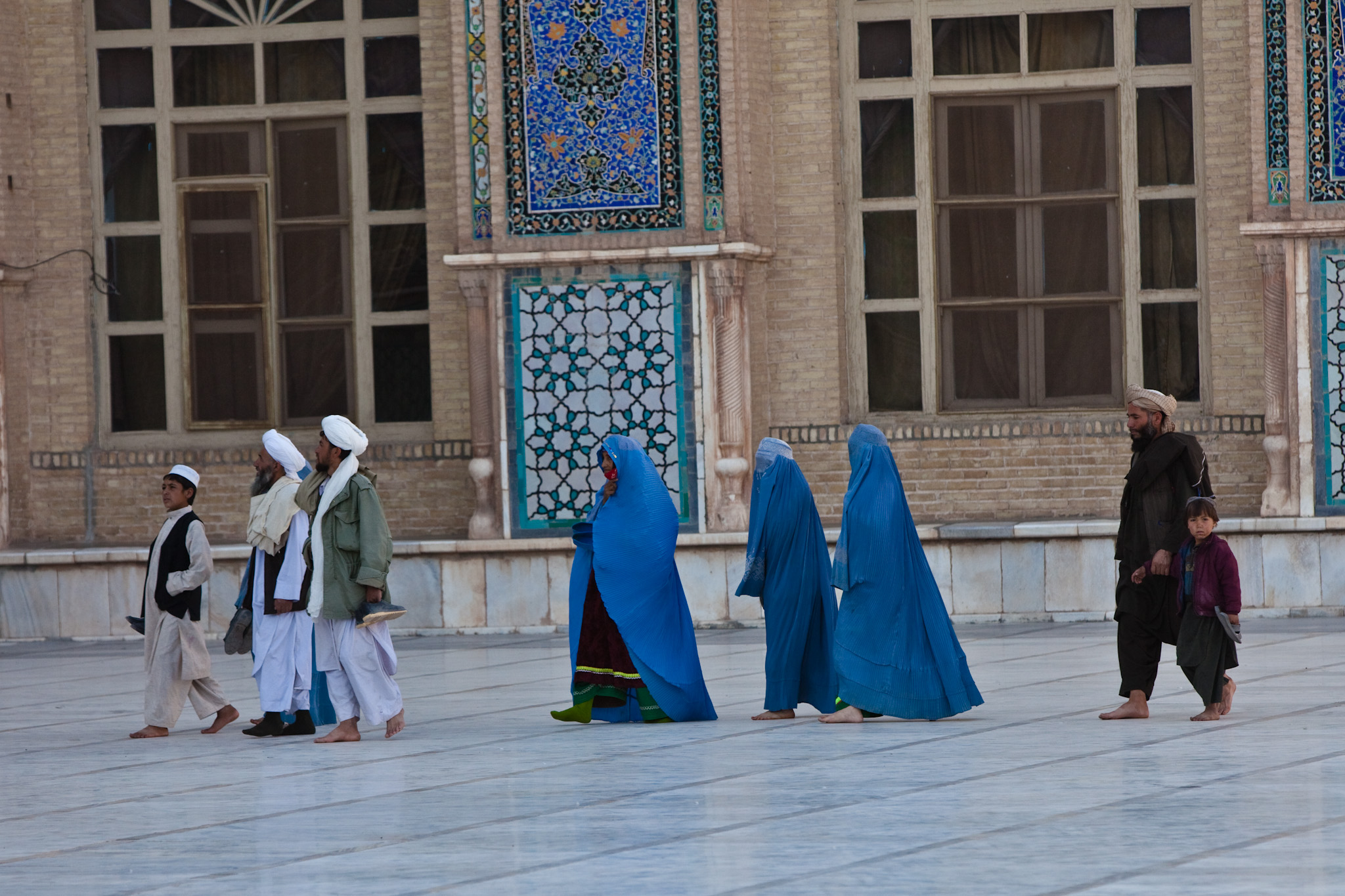
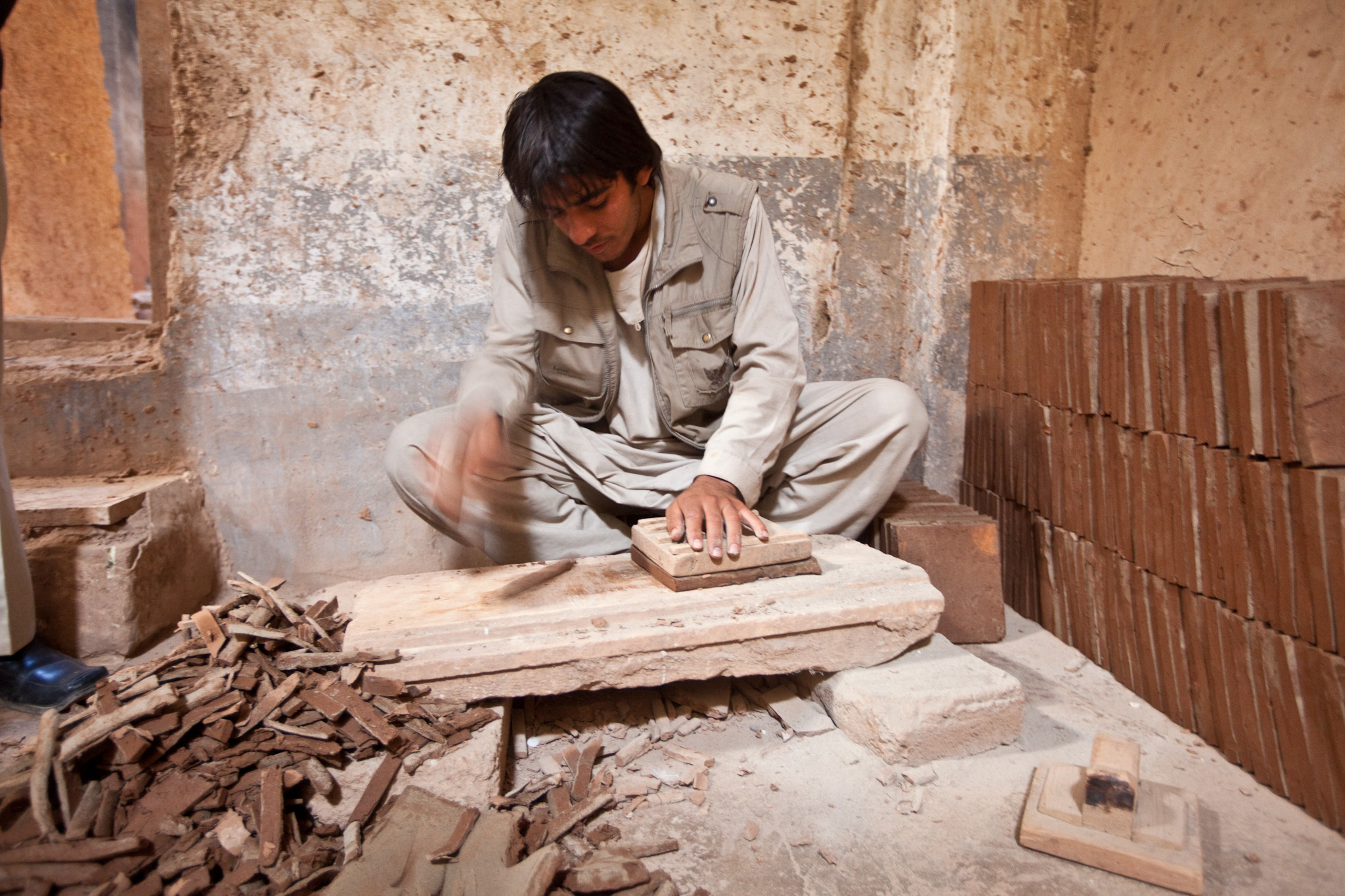
Un treballador dels mosaics
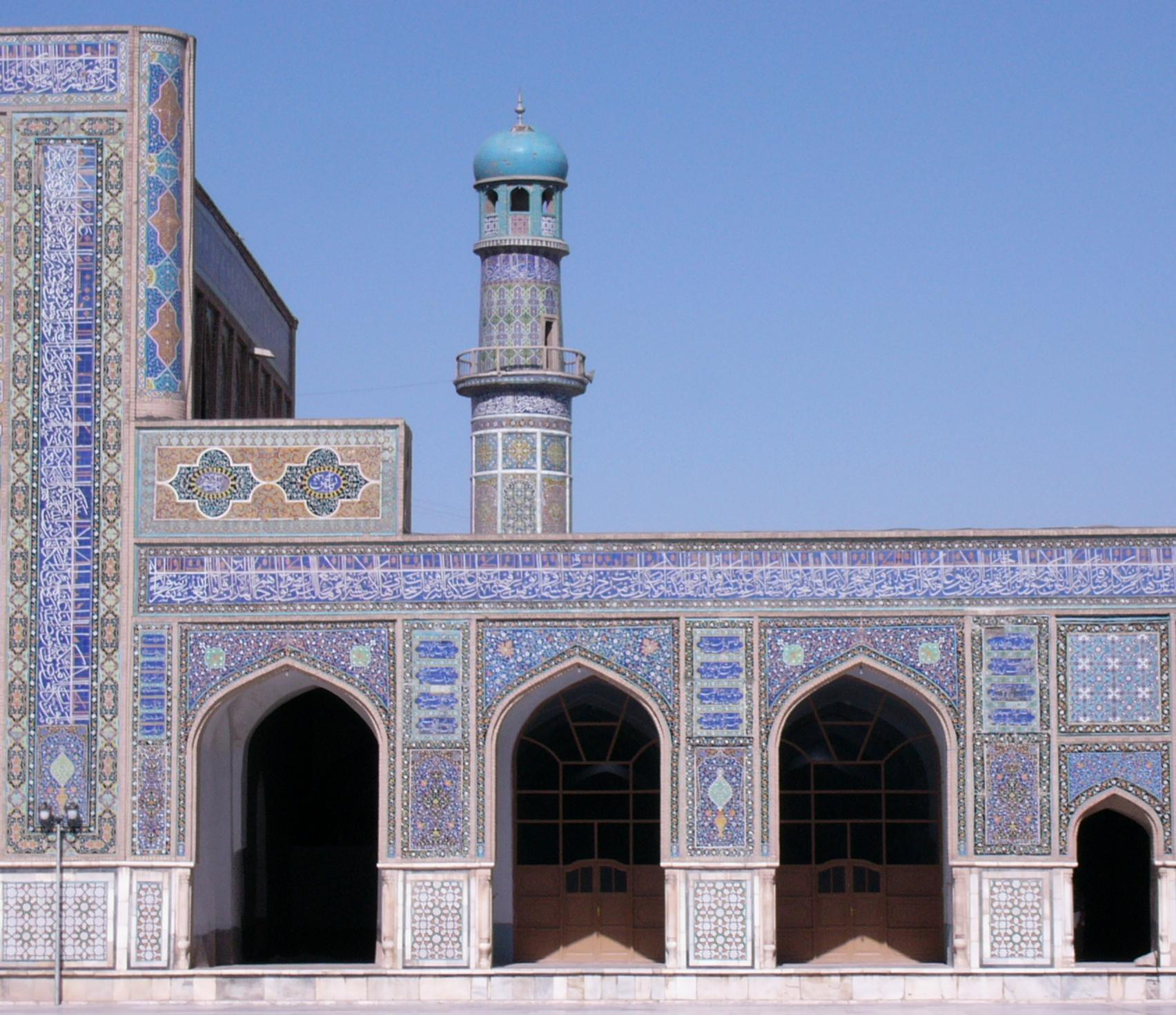
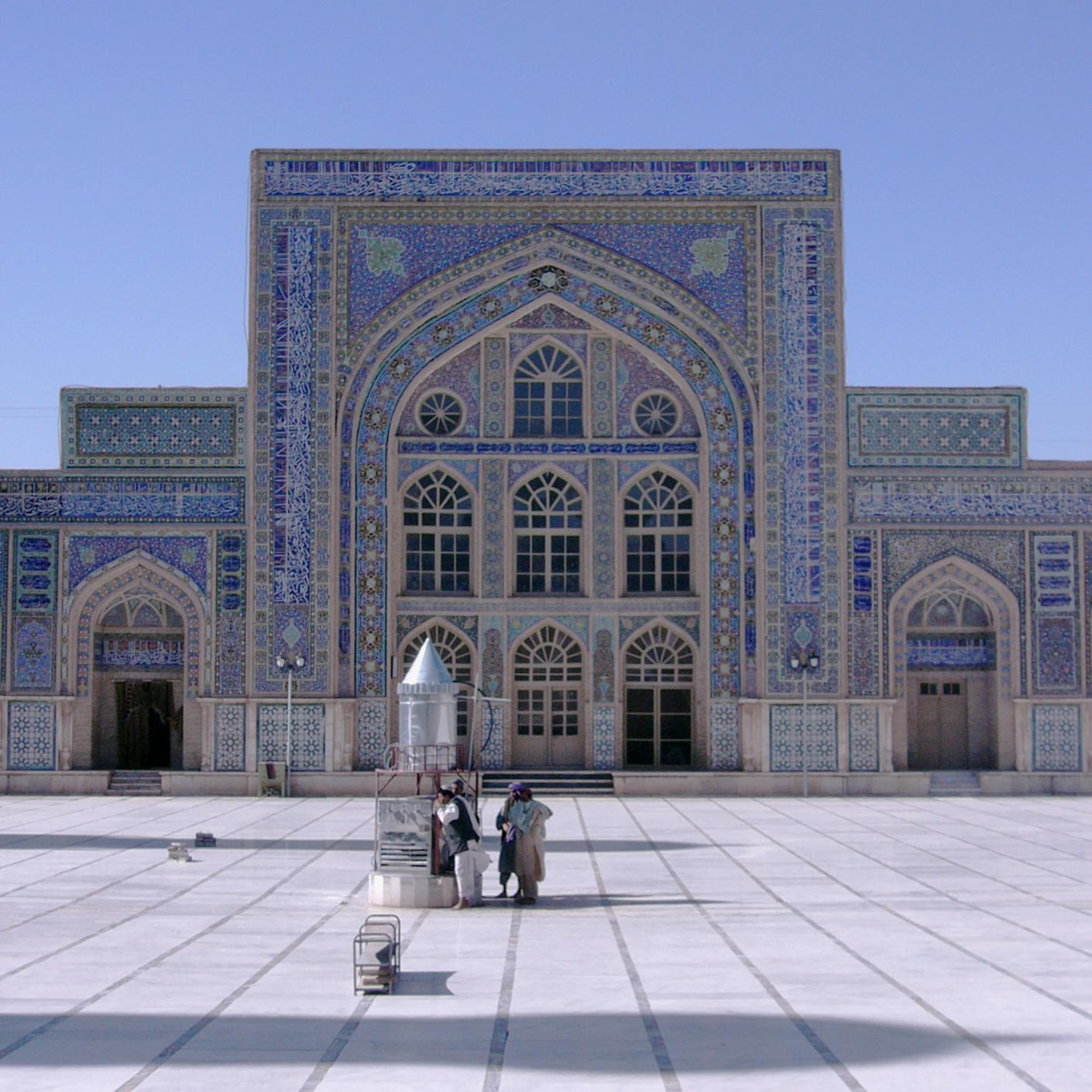
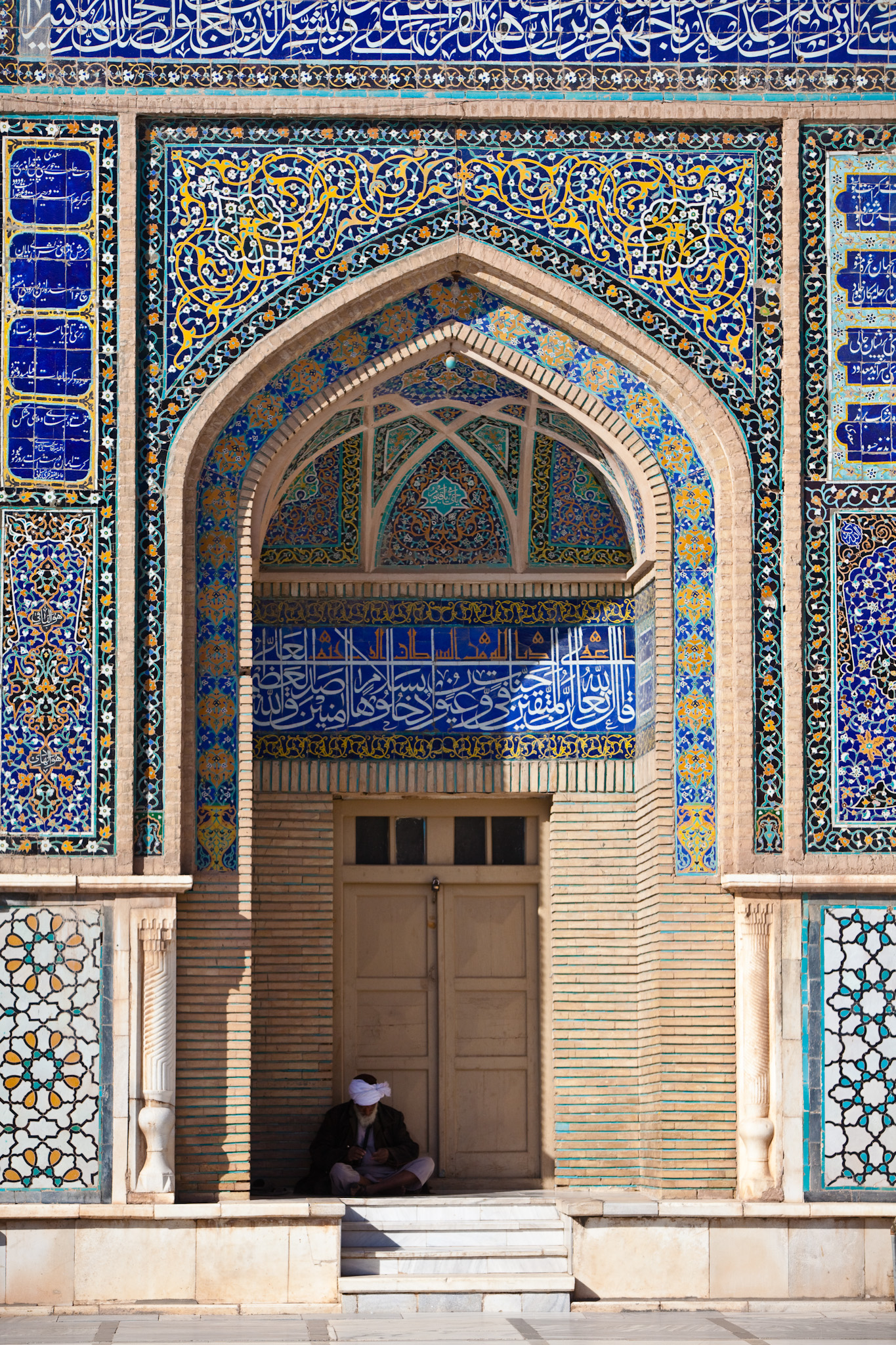
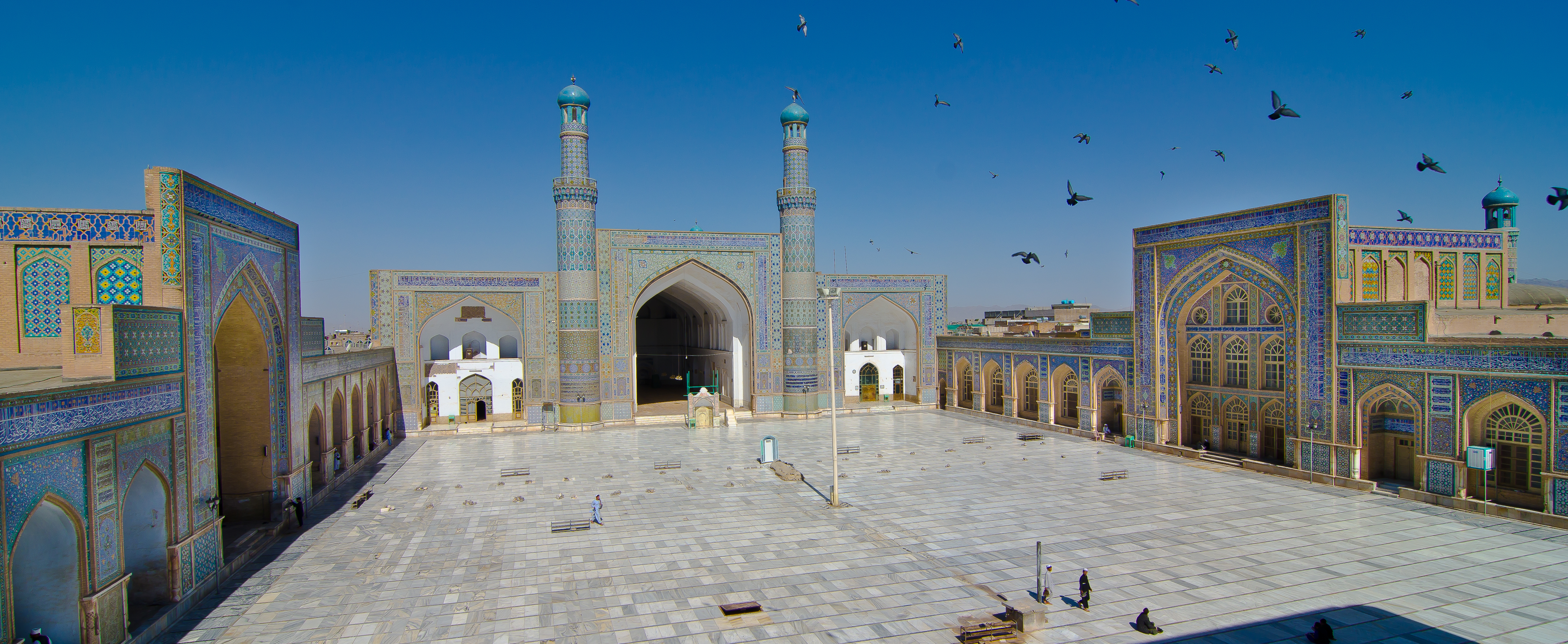
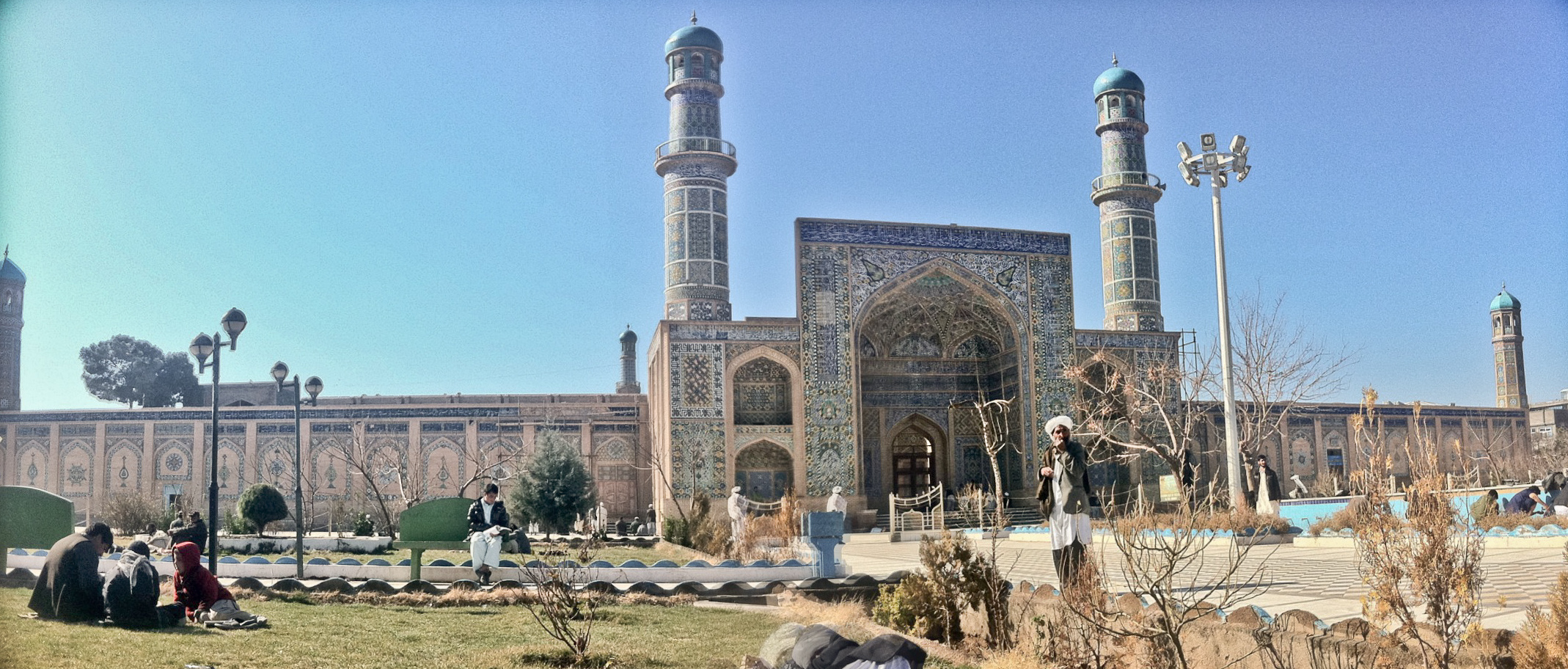